# Линецкий, Ицхак Иоэль
Ицхок Йоэль Линецкий (идиш יצחק יואל לינעצקי‎; 8 сентября 1839, Винница, Подольская губерния — 23 сентября 1915, Одесса, Херсонская губерния) — писатель (идиш) и один из первых сионистов. Сол Липцин охарактеризовал его как «мастера живописной язвительной фразы».

## Биография
Он был воспитан евреем-хасидом в Виннице, Подолье (ныне Украина), но восстал против своих жестоких школьных учителей и отца-кабалиста, присоединившись к Хаскале — еврейскому Просвещению. Его отец пытался компенсировать это развитие событий, женив его в возрасте четырнадцати лет на двенадцатилетней девочке; он отвлек ее от хасидизма и каббалы, а отец заставил его развестись и снова жениться, на этот раз на том, кого Липцин описывает как «глухую, слабоумную женщину».
Линецкий сбежал в Одессу, где получил светское образование. При попытке уехать в Германию для продолжения образования его остановили на границе и фактически пленным привезли обратно в Винницу. В 23 года ему снова удалось бежать, на этот раз в финансируемую правительством раввинскую академию в Житомире, где он подружился с Авраамом Гольдфаденом.
Как Авраам Гольдфаден и несколько других писателей на идиш его поколения, он приобрел известность в 1860-х годах как автор Кол Мевассера. Как и некоторые другие, он впервые опубликовал на иврите родственное издание Hamelitz. Позже вместе с Гольдфаденом он работал в нескольких газетах на идиш, в том числе в качестве совместного редактора недолго просуществовавшего еженедельника Yisrolik (июль 1875 г. — февраль 1876 г.) почти непосредственно перед тем, как Гольдфаден основал первую профессиональную театральную труппу на идише.
Погромы, последовавшие за убийством российского царя Александра II в 1881 году, превратили Линецкого в одного из первых сионистов. Его брошюра 1882 года «Америка или Израиль» связал его с движением «Ховевей Цион», поэтому он стал активным участником еврейской колонизации Палестины.
Является отцом архитектора Александра Линецкого.

## Произведения
Его полуавтобиографический плутовской роман «Дос Пойлише Йингл» («Польский парень»), откровенная атака на хасидов, впервые появился частями в журнале «Коль Мевассер» в 1867 году и оставался популярным, по крайней мере, до кануна Второй мировой войны.
Среди других работ — сборник стихов «Дер Бейзер Маршалик» («Злой конферансье», 1879).